# Shinchō

Shinchō (新潮) est une revue littéraire japonaise mensuelle publiée depuis mai 1904 par les éditions Shinchōsha. La revue édite les œuvres des titulaires des prix Kawabata, Michima et Sakutarō Hagiwara de poésie. Yuno Yutaka en est l'actuel rédacteur en chef depuis 2003.

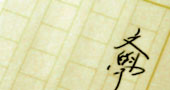
Photo retouchée de papier manuscrit japonais avec le mot « 文學 » (littérature) en kyujitai

Avec Gunzō (群像), Bungakukai (文學界), Subaru (すばる) et Bungei (文藝), Shinchō fait partie des cinq plus importantes revues littéraires du Japon.